# Буэ, Максим
Максим Буеэ (фр. Maxime Bouet; род. 3 ноября 1986) — французский профессиональный шоссейный велогонщик, выступающий c 2015 года за команду Deceuninck-Quick Step.

## Главные победы
| 2003 - 2-й Франция — Чемпионат Франции на треке среди юниоров в Пасьюте - 3-й Франция — Чемпионат Франции на шоссе среди юниоров в ITT 2004 - 1-й Франция — Чемпионат Франции на треке среди юниоров в Пасьюте - 2-й Франция — Чемпионат Франции на шоссе среди юниоров в ITT 2008 - 1-й на этапе 1 (ITT) — Тур Нормандии - 2-й Франция — Чемпионат Франции на треке среди юниоров в Пасьюте 2009 - 1-й — Вольта Алентежу - 1-й на этапе 1 - 1-й — Boucles de l'Aulne - 2-й — Les 3 Jours de Vaucluse - 1-й на этапе 1 | 2010 - 1-й на этапе 3 — Tour de l'Ain 2013 - 3-й — Джиро дель Трентино - 1-й на этапе 1а 2015 - Самый агрессивный гонщик на 12 этапе Вуэльта Испании |

## Статистика выступлений наГранд Турах
| Гранд Тур | 2009 | 2010 | 2011 | 2012 | 2013 | 2014 | 2015 |
| --------- | ---- | ---- | ---- | ---- | ---- | ---- | ---- |
| Джиро     | —    | —    | —    | —    | —    | 38   | 47   |
| Тур       | 70   | 106  | 55   | 55   | сход | —    | —    |
| Вуэльта   | —    | —    | —    | 20   | —    | сход | 28   |